# Надеждинський (заказник)
Наде́ждинський зака́зник — гідрологічний заказник місцевого значення в Україні. Об'єкт природно-заповідного фонду Харківської області. 
Розташований у межах Близнюківського району Харківської області, поблизу села Надеждине. 
Площа 96,1 га. Статус присвоєно згідно з рішенням Харківської обласної ради від 16 червня 2011 року. Перебуває у віданні: Близнюківська районна державна адміністрація. 
Статус присвоєно з метою збереження місця формування витоків річки Бритай та ценотичного, флористичного і фауністичного біорізноманіття степових, лучних та водно-болотних комплексів верхів'я долини річки Бритай, де представлені рідкісні рослини угруповання, занесені до Зеленої книги України та Зеленого списку Харківщини та раритетні види рослин і тварин, що охороняються згідно з Червоною книгою України і Червоного списку Харківської області. 
На території заказника зростають угруповання рогозу Лаксманового, що охороняються на Харківщині, а на схилах різнотравно-ковилові степи з ковилою волосистою, що охороняється за Зеленою і Червоною книгами України. Флора багата на декоративні та цілющі види рослин. На території представлені водно-болотний, лучний, степовий фауністичні комплекси хребетних з низкою рідкісних видів, занесених до Європейського Червоного списку (деркач, видра річкова, сліпак звичайний), Червоної книги України (гадюка степова, мишівка степова, тушканчик великий, тхір степовий, норка європейська), Червоного списку Харківської області (бобер річковий, бугай, шугайчик, чепура велика, чапля руда, куріпка сіра, рибалочка, синиця вусата, черепаха болотяна, квакша звичайна). У складі ентомокомплексів раритетні види з Червоної книги України (вусач земляний, хрестоносець, махаон (виключений з ЧКУ В 2021 році), мелітурга булавовуса, рофітоїдес сірий, сколія степова), з Червоного списку Харківщини (красотіл бронзовий).